# 靱性
靱性（じんせい、英語: toughness）とは、物質の脆性破壊に対する抵抗の程度、あるいはき裂による強度低下に対する抵抗の程度のことで、端的には破壊に対する感受性や抵抗を意味する。材料の粘り強さとも言い換えられる。
「靱」の文字が常用漢字に含まれていないことからじん性という表記や、「靱」の異体字を使用した靭性という表記もある。本記事では学術用語集に準じて「靱性」の表記で統一する。

## 評価方法

平面ひずみ状態の破壊靱性K_{IC}試験に用いられる三点曲げ試験片の概要

定性的には、上記の定義のように、靱性は破壊に対する感受性や抵抗を意味する。靱性を定量評価する指標としては、衝撃試験を用いた材料の衝撃吸収エネルギーがある。特に、シャルピー衝撃試験が靱性の簡便な評価方法として普及している。ただし、これらの値は靱性の絶対値的評価に用いるには難しく、主に材料選定や品質管理における靱性の比較として用いられる。
同様に比較試験としてだが、引張試験から得られる特性からも靱性の評価ができ、靱性の大小は応力ひずみ線図における曲線の面積に相当する。
き裂や鋭い切欠きを有する材料の靱性を評価する指標としては、破壊力学パラメータを使用した破壊靱性値がある。これらの破壊靱性値には、応力拡大係数のKIC、き裂開口変位のCODC、J積分のJICが用いられる。上記の衝撃試験値などと異なり材料定数として取り扱うことができ、脆性破壊の発生基準として用いられる。小規模降伏応力条件と平面ひずみ条件を満たす場合の破壊靭性値KICの試験方法としては、ASTM規格によるものが知られている。ガラスのような脆性材料には試験が簡便な圧子圧入法も採用される。

## 材料別の一般的傾向
靱性が大きいとは、材料の強さ（引張強さや降伏点）と延性が共に大きいことを意味する。強さがあっても延性が小さい材料は脆性破壊が問題となり、延性があっても強さが小さい材料は何かを支える構造用材料として使いにくい、という欠点があるため高靱性材料が求められる。
材料の高強度化に伴い、一般に靱性が低下する傾向にある。セラミックス材料などと比較して金属材料は高靱性であることが長所である。セラミックスは高強度だが延性が小さい典型的な脆性材料である。ただし、ジルコニアの一種である部分安定化ジルコニアはセラミックス材料ながら高い靱性を有しており、セラミックス材料の高靱性化も研究されている。金属材料の中でも、鉄鋼材料は安価ながらに強度と靱性を備えており構造材料として広く使用されている。